# Unbikvadium
Az unbikvadium  a 124-es rendszámú, még fel nem fedezett kémiai elem ideiglenes neve. A természetben nem fordul elő, mesterségesen sem állították még elő. A transzaktinoidák közé tartozik, a g-blokk negyedik eleme. Várható atomtömege 332. 
Vegyjele: Ubq
CAS-szám: 54500-72-0
Elektronok héjaként: 2, 8, 18, 32, 36, 18, 8, 2
Elektronszerkezet: Uuo 5g4 8s2.
A stabilitás szigetének egyik eleme lehet, némely izotópjának a felezési ideje esetleg a néhány másodpercet is elérheti. A 124 protont és 204 neutront tartalmazó Ubq-330 talán az egyik ilyen hosszabb életű izotóp.

## Fordítás
Ez a szócikk részben vagy egészben  az   Unbiquadium című német Wikipédia-szócikk fordításán alapul.  Az eredeti cikk szerkesztőit annak laptörténete sorolja fel. Ez a jelzés csupán a megfogalmazás eredetét és a szerzői jogokat jelzi, nem szolgál a cikkben szereplő információk forrásmegjelöléseként.